# Uitvlugt (Paramaribo)
Uitvlugt is een wijk in Paramaribo, Suriname.

## Locatie
De wijk is onderdeel van het ressort Flora en ligt op ongeveer 3-4 kilometer ten westen van het centrum van de stad. De wijk wordt ten noorden begrensd door de Verlengde Gemenelandsweg met noordelijk daarvan de wijken Van Dijk I, Van Brussel, Rosenberg en Bel Air, ten westen wordt Uitvlugt begrensd door de wijk Tammenga, ten zuiden door de Franchepanestraat met aan de zuidkant de wijken Bams, Balona Park en Van Kessel Park, en aan de oostkant wordt de wijk begrensd door de Brokopondolaan met de ten westen daarvan gelegen wijken Doerga en Via Bella.

## Geschiedenis
Uitvlugt is een voormalige houtgrond. De naam verwijst naar Nederlandse kolonisten die er kwamen wonen nadat ze in 1845 tevergeefs hadden geprobeerd een boerenbestaan in Voorzorg op te bouwen. Deze boeroes vestigden zich in Uitvlugt, dat destijds aan de rand van Paramaribo lag.
Uitvlugt kent overwegend een royale bebouwing van betere upper class-woningen met ruime erven. De economische activiteit wordt in sterke mate bepaald door restaurants aan de Verlengde Gemenelandsweg, verspreide supermarkten en enkele benzinestations; voorts zijn er enkele timmerbedrijven. Verder bevindt zich de ambassade van Indonesië in Uitvlugt.

## Geboren
- André Loor, historicus
- Ietje Paalman-de Miranda, wiskundige[3]
- Shanti Venetiaan, wiskundige[4]